# Saint John (parish i Dominica)
Saint John är en parish i Dominica. Den ligger i den nordvästra delen av landet, 30 km norr om huvudstaden Roseau. Antalet invånare är 5 010. Arean är 59 kvadratkilometer. Saint John ligger på ön Dominica.
Terrängen i Saint John är kuperad österut, men västerut är den platt.
Följande samhällen finns i Saint John:
- Portsmouth